# Leo Fall
Leo Fall (n. 2 februarie 1873, Olomouc, Cehia – d. 16 septembrie 1925, Viena, Republica Austriacă) a fost un compozitor austriac de operete, evreu originar din Cehia. 

## Viața
Născut în Olmütz (Olomouc), Leo (sau Leopold) Fall a fost instruit de tatăl său, Moritz Fall (1848-1922), un compozitor și șef de orchestră care s-a stabilit la Berlin. Tânărul Fall a studiat la Conservatorul din Viena, înainte de a i se alătura tatălui său la Berlin. Profesorii lui din Viena au fost Robert Fuchs și Johann Nepomuk Fuchs. În 1895 el a început o nouă carieră de dirijor de operetă la Hamburg și a început să compună. Începând din 1904 s-a dedicat compoziției. Deși a avut mai puțin succes decât contemporanul său Franz Lehár, el a fost totuși capabil să realizeze compoziții melodioase și bine orchestrate. După ce a lucrat la Berlin, Hamburg și Köln, s-a stabilit la Viena în anul 1906, unde a și murit. A fost înmormântat în Zentralfriedhof din Viena.
Operetele sale cele mai cunoscute sunt Prințesa dolarilor și Madame de Pompadour, care au fost reprezentate cu succes la Londra și New York și au rămas în repertoriu în Germania și Austria pe tot parcursul secolului al XX-lea. Der liebe Augustin (1912; Princess Caprice la Londra) a fost reprezentată într-un număr record de 3.360 de spectacole. Opera Der goldene Vogel, care a fost interpretată la Dresda în anul 1920, cu Richard Tauber și Elisabeth Rethberg, a avut parte de mai puțin succes.
Rudele lui Leo Fall trăiesc în prezent în Suedia și în Statele Unite ale Americii.

## Compoziții muzicale
Opere:
- Paroli (1 act; 1902)
- Irrlicht (1905)
- Der goldene Vogel (1920)

Operete:
- Der Rebell (Viena, 1905)
- The Merry Farmer (Mannheim, 1907)
- Prințesa dolarilor (Viena, 1907)
- Die geschiedene Frau (Viena, 1908; adaptată în engleză ca The Girl in the Train 1910)
- Der Schrei nach der Ohrgeige (Viena, 1909)
- Brüderlein fein (Viena, 1909)
- Das Puppenmädel (Viena, 1910)
- Die schöne Risette (Viena, 1910)
- Die Sirene (Viena, 1911; adaptată în engleză ca The Siren 1911)
- The Eternal Waltz (London, 1911)
- Der liebe Augustin (Berlin, 1912) (Princess Caprice) (interpretată de 3.360 de ori)[16]
- Die Studentengräfin (Berlin, 1913)
- Der Nachtschnellzug (Viena, 1913)
- Der Frau Ministerpräsident (Berlin, 1914)
- Der künstliche Mensch (Berlin, 1915)
- Die Kaiserin (Fürstenliebe) (Berlin, 1916)
- Die Rose von Stambul (Viena, 1916)
- Die spanische Nachtigall (Berlin, 1920)
- Der heilige Ambrosius (Berlin, 1921)
- Die Strassensängerin (Viena, 1922)
- Madame Pompadour (Berlin, 1922)
- Der süsse Kavalier (Berlin, 1923)
- Jugend im Mai (Dresda,1926)